# 国際連合安全保障理事会決議325
国際連合安全保障理事会決議325（こくさいれんごうあんぜんほしょうりじかいけつぎ325、英: United Nations Security Council Resolution 325）は、1973年1月26日に国際連合安全保障理事会で採択された決議である。安保理の会合を主催するために必要なことは何でも行うというパナマ政府からの申し出とラテンアメリカグループがそれを支持したことを受けて、パナマシティにおいて1973年3月12日から3月21日までの日程で安保理の会合を開催することを決定した。
会合の議題は「国際連合憲章の条項と原則に基づいて、ラテンアメリカの国際平和と安全を維持、強化するための方法の検討」であり、安保理は、国際連合事務総長に対して、適切な会合の協定を締結するためにパナマ政府と交渉するように求めた。